# Sugar (singolo Robin Schulz)
Sugar è un singolo del DJ tedesco Robin Schulz, pubblicato il 17 luglio 2015 come secondo estratto dall'album omonimo.
Il singolo ha visto la partecipazione alla parte vocale del cantante canadese Francesco Yates e utilizza un sample di Suga Suga di Baby Bash del 2003. In Italia il singolo è arrivato al 3º posto.

## Video musicale
Il video musicale è stato pubblicato il 24 luglio 2015. Nel video viene fatto vedere un poliziotto scorrazzare e divertirsi con la macchina della polizia provocando anche dei danni a delle cose fino a provocare un incidente (quest'ultima scena alla fine del video). Nel video è presente anche il cantante Francesco Yates.

## Classifiche
| Classifica (2015) | Posizione massima |
| ----------------- | ----------------- |
| Australia         | 3                 |
| Austria           | 1                 |
| Belgio (Fiandre)  | 10                |
| Belgio (Vallonia) | 3                 |
| Canada            | 42                |
| Danimarca         | 22                |
| Finlandia         | 10                |
| Francia           | 2                 |
| Germania          | 1                 |
| Irlanda           | 16                |
| Italia            | 3                 |
| Lussemburgo       | 1                 |
| Norvegia          | 9                 |
| Nuova Zelanda     | 4                 |
| Paesi Bassi       | 6                 |
| Regno Unito       | 21                |
| Svezia            | 9                 |
| Svizzera          | 1                 |